# Journal of Applied Entomology
Journal of Applied Entomology – międzynarodowe, recenzowane czasopismo naukowe publikujące w dziedzinie entomologii.
Pismo wydawane jest Blackwell Verlag GmbH. Publikuje oryginalne prace naukowe z zakresu entomologii stosowanej, a także akarologii, arachnologii i myriapodologii, w tym dotyczące szkodników upraw rolnych, upraw leśnych i magazynowych.
W 2015 impact factor pisma wynosił 1,65. W 2014 zajęło 23 miejsce w rankingu ISI Journal Citation Reports w dziedzinie entomologii.